# Almesquera
L'almesquera o rata (al)mesquera (ratolí trompeta nom vernacular al Conflent) (Galemys pyrenaicus) és una espècie de talp semiaquàtic que és l'únic representant del seu gènere. És una espècie endèmica iberopirinenca. El seu més pròxim parent és l'almesquera siberiana. Té una esperança de vida de 3,5 anys. Fou descrit pel zoòleg É. Geoffroy el 1811 a partir d'un espècimen de la regió de Tarba a la Bigorra, a Occitània.

## Descripció
El tret més característic d'aquest insectívor és el musell: s'allarga en una mena de trompa mòbil, desproveïda de pèl, a l'extrem de la qual s'obren els orificis nasals. Els narius posseeixen membranes d'obturació, que es tanquen durant la immersió. La cua, tant o més llarga que el cos i el cap junts i de secció cilíndrica, és comprimida lateralment a l'extrem distal i és recoberta de pèls esparsos. A la base hi té unes glàndules que produeixen una substància semblant al mesc, per això rep el nom de rata mesquera o almesquera.
L'almesquera té una morfologia que és un testimoniatge de la seva adaptació a la vida aquàtica. Els peus posteriors són grossos i palmats, té els dits units per una membrana que ajuda en la natació i la cua, fa de vegades de rem. Pel que fa a les cames, són més desenvolupades les potes posteriors que les anteriors i totes quatre tenen ungles fortes.
El pelatge, molt dens i llustrós, és format per pèls de dues menes: uns de curts de revestiment i uns de llargs que protegeixen l'animal de l'aigua i el fred. El pelatge esdevé hidròfug després de la neteja. La coloració és grisa fosca pel dors, més clara pels flancs i de tons blancs platejats pel ventre. La regió pectoral presenta tons groguencs.
La mida de cap i cos és d'11-14 cm i de la cua de 13-15,5 cm. D'altra banda, el seu pes pot anar de 50 a 80 g.

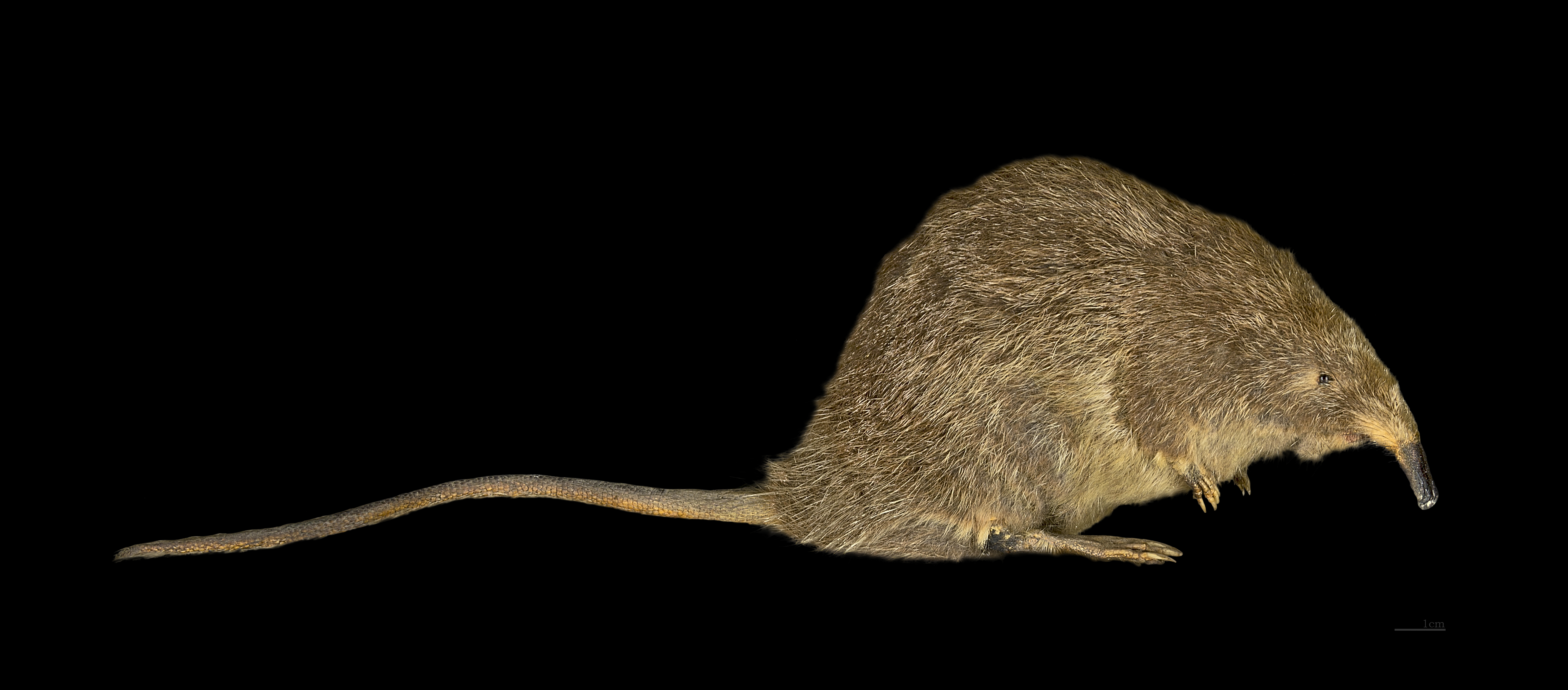
Galemys pyrenaicus
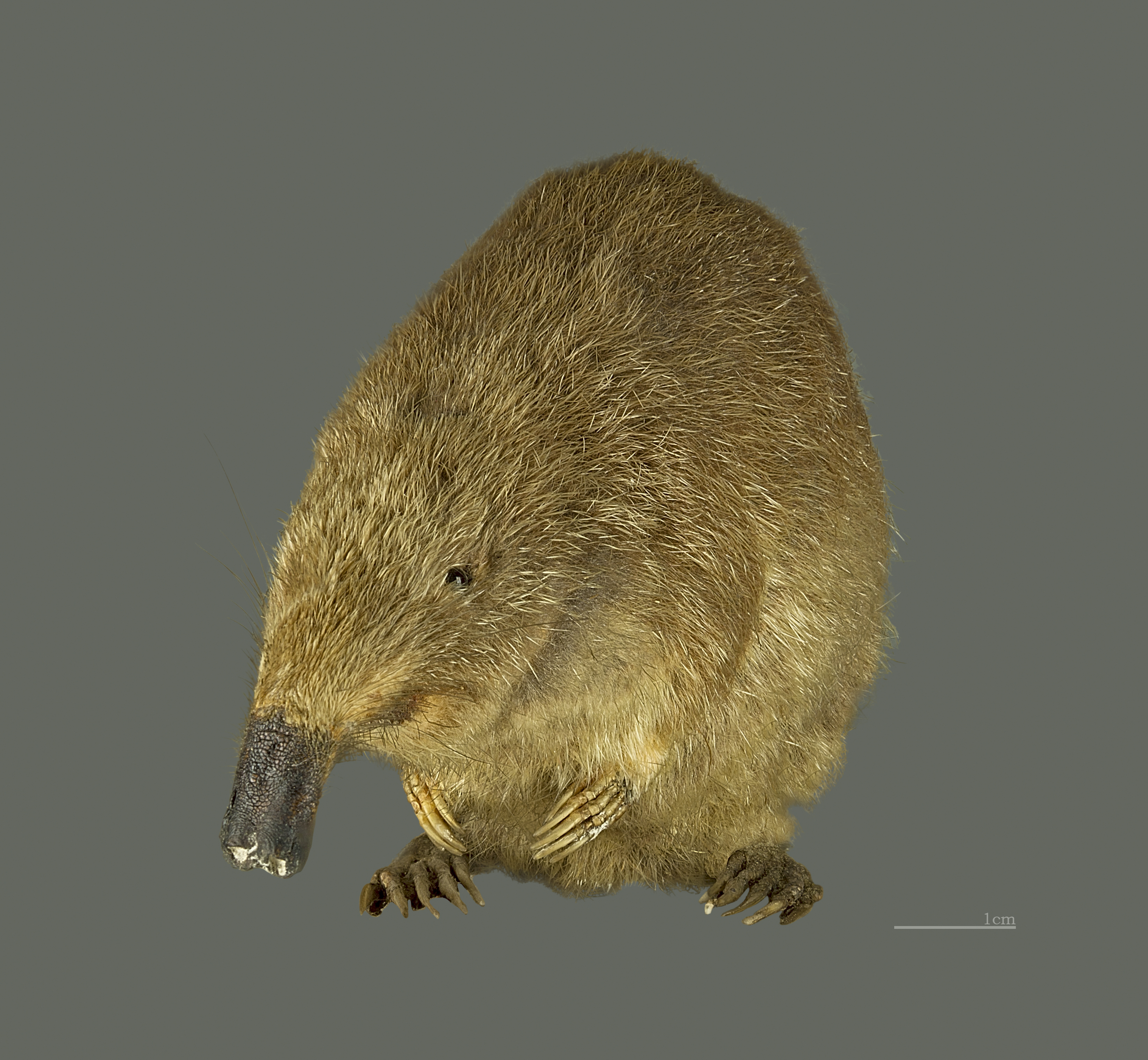
Galemys pyrenaicus

Té els sentits que afavoreixen el contacte amb el medi immediat. Sembla tenir el tacte molt desenvolupat gràcies a la trompa mòbil on se situen diversos òrgans sensibles, les vibrisses (pèls llargs) a la base, l'òrgan d'Eimer (pèls curts) en la continuació, que tenen aspecte de «barba» mal pentinada. L'olfacte sol ser molt eficaç, en distàncies curtes, la vista és feble (els ulls, molt petits estan coberts de pèls). L'oïda sembla sensible sobretot als infrasons.

## Hàbitat
L'hàbitat de l'almesquera es redueix als rierols de muntanya (aigües fredes i oxigenades) que responen a llurs necessitats ecològiques, i en particular alimentàries. Això fa que les amenaces que planen sobre l'espècie siguin degudes sobretot a les modificacions del seu medi de vida per l'activitat humana (presentació, gestió dels rius, pol·lució). La vulnerabilitat mateixa de l'espècie en fa un excel·lent indicador de la qualitat de les aigües dels rius.

## Estat de conservació
En el conjunt de la seua àrea de repartició l'almesquera és considerada escassa i actualment en regressió. Per aqueixa raó, classificada com a vulnerable per la Unió Internacional per a la Conservació de la Natura (UICN), és protegida per les lleis franceses i europees.

## Costums
Molts aspectes de la vida d'aquest animal són encara misteriosos. Això es comprèn si es considera l'àrea mundial de repartició de l'espècie, que es limita als dos vessants dels Pirineus i al nord de la península Ibèrica; la talla modesta (25 cm de llargada total); el mode de vida aquàtic, l'hàbitat de difícil accés i l'activitat nocturna i furtiva d'aquest animal.
Essencialment nocturna, a la nit surt a caçar petits animals aquàtics. Ocasionalment se la pot veure activa també durant el dia, tant dins l'aigua com als marges del riu, ja que no solament és una excel·lent nedadora i sotaiguadora, ans també és capaç de desplaçar-se amb rapiditat per terra ferma i fins i tot de grimpar.
Per a cercar-se el menjar, l'almesquera explora amb la trompa els fons dels rius d'aigües oxigenades. Per a aquest animal de sang calenta que viu en aigües fredes és una activitat essencial. Els seus menesters energètics fan que mengi, segons les èpoques, l'equivalent de la meitat o del seu propi pes (vora 50g). Es nodreix de crustacis (gammàrids) i de larves d'insectes (efemeròpters, plecòpters). Captura les preses a l'aire lliure, per exemple damunt d'una pedra del riu. L'àpat s'acaba amb una neteja general dels pèls per a mantenir les qualitats hidròfugues del pèl. Deixa els excrements, d'olor de mesc, com a marcatge territorial en pedres prop de l'aigua. A diferència de la salpa, no excava caus, sinó que ocupa cavitats naturals de les ribes o bé caus abandonats per algun altre animal. Probablement en aquestes cavitats la femella cria, però no se sap res de la biologia de la reproducció de la rata mesquera.

## Espècies semblants
El talp té una cua curta completament recoberta de pèls, no té el musell en forma de trompa ni membranes interdigitals a les potes.
La rata d'aigua, la musaranya aquàtica mediterrània i la musaranya aquàtica pirinenca tampoc no presenten trompa.